# Aigarchaeota
Aigarchaeota är ett fylum av arkéer inom riket Proteoarchaeota.